# Unione Sportiva Palmese 1978-1979
Questa pagina raccoglie le informazioni riguardanti l'Unione Sportiva Palmese nelle competizioni ufficiali della stagione 1978-1979.

## Organigramma societario
Area direttiva
- Presidente: Lorenzo Maffettone
- Segretario: Domenico Vitale

Area tecnica
- Allenatore: Piero Grasselli

## Rosa
| N. |                   | Ruolo | Calciatore            |
| -- | ----------------- | ----- | --------------------- |
| -  | Italia (bandiera) | A     | Mauro Azzoni          |
| -  | Italia (bandiera) |       | Barbagallo            |
| -  | Italia (bandiera) | C     | Federico Cangiano     |
| -  | Italia (bandiera) | C     | Dionisio Collavini    |
| -  | Italia (bandiera) | A     | Gianfranco De Carolis |
| -  | Italia (bandiera) |       | Della Bona            |
| -  | Italia (bandiera) | D     | Franco Della Corte    |
| -  | Italia (bandiera) | C     | Luciano Dominici      |
| -  | Italia (bandiera) | C     | Roberto Drigani       |
| -  | Italia (bandiera) | A     | Enrico Ferrari        |
| -  | Italia (bandiera) | P     | Angelo Garofalo       |
| -  | Italia (bandiera) |       | Giovannetti           |
| -  | Italia (bandiera) | D     | Vincenzo Guadagnuolo  |

| N. |                   | Ruolo | Calciatore         |
| -- | ----------------- | ----- | ------------------ |
| -  | Italia (bandiera) | A     | Vito Lampugnani    |
| -  | Italia (bandiera) | P     | Francesco Lauri    |
| -  | Italia (bandiera) | D     | Amedeo Ludovici    |
| -  | Italia (bandiera) | A     | Federico Margiotta |
| -  | Italia (bandiera) |       | Martorelli         |
| -  | Italia (bandiera) | C     | Carlo Masato       |
| -  | Italia (bandiera) | D     | Donato Pagliuca    |
| -  | Italia (bandiera) | D     | Roberto Pidone     |
| -  | Italia (bandiera) |       | Provato            |
| -  | Italia (bandiera) | C     | Antonio Ruggeri    |
| -  | Italia (bandiera) | C     | Crescenzo Scungio  |
| -  | Italia (bandiera) | A     | Domenico Torre     |

## Risultati

### Campionato

#### Girone di andata
| 1º ottobre 1978 1ª giornata | Palmese | 0 – 1 | Trapani |  |

| 8 ottobre 1978 2ª giornata | Cosenza | 0 – 0 | Palmese |  |

| 15 ottobre 1978 3ª giornata | Palmese | 2 – 0 | Cassino |  |

| 22 ottobre 1978 4ª giornata | Messina | 1 – 1 | Palmese |  |

| 29 ottobre 1978 5ª giornata | Rende | 1 – 0 | Palmese |  |

| 5 novembre 1978 6ª giornata | Palmese | 0 – 1 | Potenza |  |

| 12 novembre 1978 7ª giornata | Vittoria | 1 – 1 | Palmese |  |

| 19 novembre 1978 8ª giornata | Palmese | 0 – 0 | Sorrento |  |

| 26 novembre 1978 9ª giornata | Savoia | 2 – 0 | Palmese |  |

| 3 dicembre 1978 10ª giornata | Palmese | 1 – 0 | Vigor Lamezia |  |

| 10 dicembre 1978 11ª giornata | Casertana | 1 – 0 | Palmese |  |

| 17 dicembre 1978 12ª giornata | Palmese | 0 – 0 | Ragusa |  |

| 30 dicembre 1978 13ª giornata | Siracusa | 2 – 0 | Palmese |  |

| 7 gennaio 1979 14ª giornata | Palmese | 1 – 1 | Alcamo |  |

| 14 gennaio 1979 15ª giornata | Palmese | 1 – 1 | Crotone |  |

| 21 gennaio 1979 16ª giornata | Marsala | 4 – 0 | Palmese |  |

| 28 gennaio 1979 17ª giornata | Palmese | 2 – 1 | Nuova Igea |  |

#### Girone di ritorno
| 4 febbraio 1979 18ª giornata | Trapani | 1 – 1 | Palmese |  |

| 11 febbraio 1979 19ª giornata | Palmese | 1 – 0 | Cosenza |  |

| 18 febbraio 1979 20ª giornata | Cassino | 0 – 0 | Palmese |  |

| 25 febbraio 1979 21ª giornata | Palmese | 2 – 1 | Messina |  |

| 4 marzo 1979 22ª giornata | Palmese | 1 – 1 | Rende |  |

| 11 marzo 1979 23ª giornata | Potenza | 1 – 0 | Palmese |  |

| 25 marzo 1979 24ª giornata | Palmese | 2 – 0 | Vittoria |  |

| 1º aprile 1979 25ª giornata | Sorrento | 0 – 0 | Palmese |  |

| 8 aprile 1979 26ª giornata | Palmese | 0 – 0 | Savoia |  |

| 22 aprile 1979 27ª giornata | Vigor Lamezia | 2 – 0 | Palmese |  |

| 29 aprile 1979 28ª giornata | Palmese | 1 – 1 | Casertana |  |

| 6 maggio 1979 29ª giornata | Ragusa | 1 – 0 | Palmese |  |

| 13 maggio 1979 30ª giornata | Palmese | 2 – 1 | Siracusa |  |

| 20 maggio 1979 31ª giornata | Alcamo | 0 – 0 | Palmese |  |

| 27 maggio 1979 32ª giornata | Crotone | 0 – 0 | Palmese |  |

| 3 giugno 1979 33ª giornata | Palmese | 1 – 0 | Marsala |  |

| 9 giugno 1979 34ª giornata | Nuova Igea | 1 – 2 | Palmese |  |